# Ornithospila prosthema
Ornithospila prosthema är en fjärilsart som beskrevs av Louis Beethoven Prout. Ornithospila prosthema ingår i släktet Ornithospila och familjen mätare. Inga underarter finns listade i Catalogue of Life.